# U.S. Highway 12
Der U.S. Highway 12 (kurz US 12) ist ein von Westen nach Osten verlaufender United States Highway in den Vereinigten Staaten.
Er beginnt am Pazifischen Ozean bei Grays Harbor und endet nach ca. 4000 km in Detroit. Für den regionalen Verkehr ist dieser Highway nach wie vor bedeutend, während der überregionale Verkehr bevorzugt auf der Interstate 90 und der Interstate 94 abläuft, die ungefähr parallel verlaufen.

## Verlauf

### Washington
In diesem Bundesstaat verbindet der Highway Aberdeen (Washington) im Westen und Clarkston (Washington) im Osten. Ein Teilstück folgt hier annähernd der Lewis-und-Clark-Expedition und ist daher markiert als Lewis and Clark National Historic Trail. Bei Clarkston überwindet der Highway den Snake River.

### Idaho
In diesem Bundesstaat verbindet der Highway Lewiston (Idaho) im Westen und den Lolo Pass im Osten. Von Lewiston geht es in kurvenreicher Strecke zunächst am Clearwater River (Idaho) und dann weiter am Lochsa River aufwärts. Auch hier ist der Highway als Lewis and Clark National Historic Trail markiert und führt zudem größtenteils durch den Clearwater National Forest. 

### Montana
In diesem Bundesstaat verbindet der Highway den Lolo Pass im Westen und Baker (Montana) im Osten. Die Strecke führt teilweise durch den Lolo National Forest und den Helena National Forest. 

### North Dakota
Dieser Abschnitt des Highways ist nur rund 141 km lang. Die Fahrbahn ist ungeteilt und zweispurig.

### South Dakota
In diesem Bundesstaat verbindet der Highway Lemmon (South Dakota) im Westen und Big Stone City (South Dakota) im Osten. Nach der Überquerung des Missouri River ist er teilweise vierspurig ausgebaut.

### Minnesota
In diesem Bundesstaat verbindet der Highway Ortonville (Minnesota) im Westen und Saint Paul (Minnesota) im Osten. Der Abschnitt zwischen Wayzata (Minnesota) und Minnetonka ist sechsspurig ausgebaut.

### Wisconsin
In diesem Bundesstaat verbindet der Highway Roberts (Wisconsin) im Westen mit Elkhorn (Wisconsin) und Genoa City (Wisconsin) im Südosten. Bei Roberts wird der St. Croix River (Mississippi River) überquert und bei Sauk City der Wisconsin River. 

### Illinois
In diesem Bundesstaat verbindet der Highway Richmond (Illinois) im Norden mit dem südlich davon gelegenen Des Plaines und führt dann nahe dem Michigansee in die Metropolregion Chicago. 

### Indiana
Dieser nur rund 73 km lange Abschnitt des Highways umrundet das Südufer des Michigansees bis Michiana Shores (Indiana). 

### Michigan
In diesem Bundesstaat verbindet der Highway New Buffalo (Michigan) im Westen und Detroit im Osten. Dazwischen liegen Ypsilanti (Michigan) und Dearborn. 